# Cynanchum crassiantherae
Cynanchum crassiantherae är en oleanderväxtart som beskrevs av S. Liede. Cynanchum crassiantherae ingår i släktet Cynanchum och familjen oleanderväxter. Inga underarter finns listade i Catalogue of Life.